# Puntate di La verità sul caso Harry Quebert
Le dieci puntate della miniserie televisiva La verità sul caso Harry Quebert (The Truth About the Harry Quebert Affair) sono andate in onda nel Regno Unito dal 4 settembre al 6 novembre 2018 sul canale Sky Witness. In Canada sono state trasmesse su CTV Drama Channel dal 15 settembre 2019.
In Italia l'intera miniserie è stata resa disponibile il 20 marzo 2019 su Sky Box Sets e trasmessa su Sky Atlantic dal 20 marzo al 17 aprile 2019. In chiaro è andata in onda dal 2 all'11 settembre 2019 su Canale 5.
| nº | Titolo originale           | Prima TV UK       | Pubblicazione Italia |
| -- | -------------------------- | ----------------- | -------------------- |
| 1  | How Does Your Garden Grow? | 4 settembre 2018  | 20 marzo 2019        |
| 2  | The Boxing Match           | 11 settembre 2018 | 20 marzo 2019        |
| 3  | The Fourth of July         | 18 settembre 2018 | 20 marzo 2019        |
| 4  | Family Matters             | 25 settembre 2018 | 20 marzo 2019        |
| 5  | Mirror, Mirror             | 2 ottobre 2018    | 20 marzo 2019        |
| 6  | No Angel                   | 9 ottobre 2018    | 20 marzo 2019        |
| 7  | Persona Non Grata          | 16 ottobre 2018   | 20 marzo 2019        |
| 8  | Got It All Wrong           | 23 ottobre 2018   | 20 marzo 2019        |
| 9  | Firebug                    | 30 ottobre 2018   | 20 marzo 2019        |
| 10 | The End                    | 6 novembre 2018   | 20 marzo 2019        |

## How Does Your Garden Grow?
- Diretta da: Jean-Jacques Annaud
- Scritta da: Lynnie Greene e Richard Levine

### Trama
Sommerdale (Maine), 1975. Harry Quebert si trova sulla spiaggia, quando è sorpreso da un improvviso acquazzone. Alzandosi per cercare un riparo, vede una ragazza ballare sotto la pioggia. Harry fa così la conoscenza di Nola Kellergan, una quindicenne ambiziosa a cui Sommerdale sta stretta e che sogna di vivere in una grande città, esattamente come il famoso scrittore di New York. Qualche tempo dopo, la signora Cooper (un'anziana donna ipocondriaca e mitomane) telefona alla polizia affermando di aver visto dalla finestra una ragazza vestita di rosso fuggire da un uomo nel bosco. La ragazza in questione, Nola, entra in casa della signora Cooper chiedendole aiuto. Improvvisamente fa il suo ingresso anche l'inseguitore che fredda la signora Cooper sparandole in fronte, mentre di Nola si sono completamente perse le tracce. Passano gli anni e della ragazza non si sa nulla.
New York, 2008. Il giovane scrittore Marcus Goldman ha conosciuto un successo clamoroso con il suo primo romanzo, G come Goldstein, pubblicato a soli 26 anni e incensato dalla severa critica newyorkese. Inebriato dall'improvvisa fama, Marcus si è crogiolato per un anno negli agi dell'essere diventato una celebrità sulla bocca di tutti. Tuttavia Marcus, che aveva firmato un contratto per la pubblicazione di altri due romanzi, ora si ritrova senza lo straccio di un'idea e con la pressione di dover sfornare un nuovo best seller per resistere sulla cresta dell'onda. Per la prima volta Marcus rischia di dover fare i conti con il fallimento, lui che nella sua breve vita non ha mai sbagliato nulla, al punto che a scuola era soprannominato "Il formidabile". A Marcus non resta che chiedere aiuto a Harry Quebert, suo professore e mentore, che lo invita a trascorrere qualche giorno nella sua casa sull'oceano a Goose Cove. Harry Quebert è diventato famoso in tutto il mondo per aver scritto Le origini del male, considerato addirittura uno dei romanzi più significativi della letteratura americana. Mentre Harry è a lezione all'università, Marcus inizia a curiosare in casa e rimane colpito da uno scrigno nel quale sono contenuti ritagli di giornale sulla scomparsa di Nola Kellergan e fotografie della ragazza assieme a Harry. Congedato dal professore, che gli chiede di mantenere il segreto, Marcus fa ritorno a New York.
Due mesi dopo. La capatina a Sommerdale non ha sortito alcun effetto su Marcus, ancora preda del blocco dello scrittore. Il giovane riceve una telefonata da Harry, il quale farfuglia di non aver fatto nulla a Nola. Marcus apprende dal notiziario che Harry è in arresto, accusato dell'omicidio di Nola, i cui resti sono stati rinvenuti nel suo giardino. Marcus si precipita a Sommerdale per stabilirsi a casa di Harry, fino a quando non verrà fatta chiarezza sull'accaduto. Marcus inizia a confrontarsi con gli abitanti di Sommerdale, notando che in molti dubitano dell'innocenza di Harry, fino al giorno prima osannato come il loro più illustre concittadino. Marcus parla con Travis Dawn, capo della polizia locale, che all'epoca dei fatti, giovane agente, aveva raccolto la chiamata della signora Cooper. Travis, assieme all'allora capo della polizia Pratt, aveva rinvenuto tracce di sangue nel bosco e brandelli del vestito rosso di Nola, ma la giovane si era volatilizzata dopo aver chiesto aiuto alla Cooper. Cercando qualche indizio in casa di Harry, Marcus si imbatte in una rivista letteraria che risveglia in lui ricordi del loro primo incontro.
Massachusetts, 1998. Harry Quebert insegna al Burrows College, dove sta tenendo una lezione sul profondo senso di moralità degli americani nel pieno dello scandalo Lewinsky. L'intervento di Marcus Goldman, proclamatosi difensore del presidente e della libertà sessuale, scatena l'ilarità degli altri studenti. Al termine della lezione, Marcus chiede al professor Quebert di leggere il suo racconto breve pubblicato sulla rivista letteraria del college. Da quel momento Harry e Marcus diventano intimi amici.
Presente. Marcus e Benjamin Roth, l'avvocato di Harry, vanno a trovarlo in carcere. Harry racconta di aver conosciuto Nola nell'estate del 1975 e che i due avevano progettato di fuggire insieme, dandosi appuntamento in un motel. Nola però non si era mai presentata all'appuntamento e Harry, addormentatosi per la lunga attesa, si era svegliato il mattino seguente ascoltando alla radio la notizia della scomparsa della ragazza. Salutato Harry, Marcus legge il pizzino che l'amico gli aveva consegnato di nascosto all'insaputa di Roth, in cui gli chiede di svuotare il suo armadietto in palestra e bruciare tutto il contenuto. Marcus rinviene lo scrigno contenente le fotografie di Nola, oltre al manoscritto originale de Le origini del male.
- Special guest star: Ron Perlman (Roy), Vlasta Vrana (Ernie Pinkas).
- Ascolti Italia (FTA): telespettatori 2 782 000 – share 13,2%[5]

## The Boxing Match
- Diretta da: Jean-Jacques Annaud
- Scritta da: Lyn Greene, Richard Levine e Hanna Weg

### Trama
Sommerdale, 1975. Una settimana dopo il loro primo incontro sulla spiaggia, Harry e Nola si vedono di nuovo. La ragazza lo invita a bere qualcosa al Clark's Diner, la tavola calda in cui lavora come cameriera. Harry scopre da Nola che la proprietaria del locale, Tamara Quinn, ha ordinato allo staff di trattare il signor Quebert con i massimi riguardi. Ernie Pinkas, il bibliotecario di Sommerdale, rivela a Harry di aver scoperto che ha pubblicato il suo primo romanzo pagando uno stampatore di Brooklyn. Ernie si dice comunque sicuro che Harry stia lavorando a qualcosa di eccezionale e gli chiede, in cambio del suo silenzio, di vedere il proprio nome sull'ultima pagina del libro. Harry scriverà Le origini del male e il Clark's Diner diventerà famoso come il luogo in cui il famoso scrittore ha sfornato il proprio capolavoro.
Massachusetts, 1998. Harry si presenta nella palestra del college, dove Marcus insegna boxe agli studenti più giovani. Dopo aver sfidato e battuto Marcus, Harry lo invita a cena per discutere del suo racconto. Il professor Quebert non è molto entusiasta del lavoro di Marcus, trovando la sua scrittura vanitosa e tutt'altro che autentica, il che spiega come mai sia stato pubblicato in fondo alla rivista. Harry accusa Marcus di nascondere le proprie insicurezze dietro la corazza del Formidabile, sottolineando che probabilmente ha scelto Burrows perché è più facile essere il migliore in una piccola università piuttosto che uno dei tanti in un college d'élite. Harry invita Marcus, risentito per le sue parole, a un vero circolo di boxe perché prima di diventare uno scrittore ha bisogno di un sano bagno di realtà. Marcus finisce al tappeto e Harry, soccorrendolo a bordo ring, è soddisfatto perché il ragazzo ha imparato la lezione.
Presente. Marcus comunica a Harry di aver fatto ciò che gli ha detto, dicendosi convinto della sua innocenza. Ispezionando il bosco che circonda la tenuta di Quebert, Marcus si imbatte nel detective della Omicidi Perry Gahalowood, che sta conducendo le indagini per conto della polizia di Stato. Gahalowood riconosce Marcus come lo scrittore di G come Goldstein, romanzo per cui ritiene di aver sprecato dei soldi, e gli intima di abbandonare la casa di Goose Cove. Marcus viene contattato da Roy, il suo editore, disposto ad annullare il loro contratto in cambio di un romanzo su Harry Quebert da pubblicare in autunno. Marcus però rifiuta la proposta, sentendosi replicare che a questo punto, restando valido l'accordo precedente, gli rimangono undici giorni per la consegna del nuovo lavoro. La presenza di Marcus inizia a infastidire qualcuno, come testimoniano i biglietti minatori che inizia a trovare sulla porta.
Marcus si butta a capofitto nella ricerca della verità. La visita al motel in cui Harry e Nola si sarebbero dovuti incontrare non sortisce però alcun effetto, così come il tentativo di offrirsi a Gahalowood per collaborare nelle indagini. Marcus decide allora di far visita al reverendo Kellergan, padre di Nola, il quale la notte della scomparsa stava ascoltando musica ad alto volume in garage. Il reverendo mostra a Marcus la stanza della figlia, indisponendosi quando Marcus paventa l'innocenza di Harry. Ovviamente Kellergan è convinto della colpevolezza di Quebert, cui si aggiunge la relazione sconveniente con una ragazzina di 15 anni. Rientrato a Goose Cove, Marcus incrocia un uomo in fuga e trova la macchina di Harry che sta bruciando.
- Special guest star: Ron Perlman (Roy), Vlasta Vrana (Ernie Pinkas).
- Ascolti Italia (FTA): telespettatori 2 782 000 – share 13,2%[5]

## The Fourth of July
- Diretta da: Jean-Jacques Annaud
- Scritta da: Lynnie Greene e Richard Levine

### Trama
Sommerdale, 1975. Harry assiste al talent show di fine anno del liceo, rimanendo colpito dalla performance canora di Nola. Su Quebert ha messo gli occhi anche Jenny Quinn, cameriera del Clark's, spinta dalla madre Tamara che sogna di accasarla a un buon partito. Harry invita Nola a trascorrere un sabato pomeriggio insieme sulla spiaggia. Non vedendo Harry alla tavola calda, Tamara manda Jenny a Goose Cove per favorire un incontro. Jenny entra in casa di Harry e trova il suo taccuino, dove legge di una cameriera del Clark's che lo ha fatto innamorare. Ovviamente Jenny pensa che si tratti di lei. Nel frattempo, Harry spiega a Nola che devono stare attenti a non spingersi troppo oltre. Il 4 luglio Harry invita Jenny allo spettacolo pirotecnico, per l'entusiasmo di Tamara che è ormai convinta di aver sistemato la figlia. Tuttavia, Harry preferisce la spontaneità di Nola alla bellezza impostata di Jenny.
Presente. Marcus incontra Jenny al Clark's per ascoltare la sua versione dell'estate 1975. Contrariamente alla madre Tamara, indurita dagli anni e da quello che non è stato, Jenny non nutre alcun rancore verso Harry. La donna si è sposata con Travis Dawn ed è riuscita ad avere ugualmente una vita appagante. Jenny esorta Marcus a scrivere il libro su Harry Quebert, portando a galla la verità. Marcus inizia a lavorare sul libro, mentre il caso Quebert approda davanti al procuratore.
Parlando con Harry, Marcus scopre che anche il professore ha iniziato a ricevere biglietti minatori dopo la scomparsa di Nola, arrabbiandosi perché non ha mai detto nulla. Anche l'avvocato Roth è preoccupato, essendo stata trovata una dedica a Nola sul manoscritto seppellito in giardino. Harry sostiene che non è la sua calligrafia, ma secondo Roth sarà difficile smontare l'accusa. Marcus va a intervistare Nancy Hattaway, compagna di scuola di Nola, che si era accorta di ferite sulla schiena dell'amica. Nola aveva incolpato la madre, affermando che la puniva perché era stata una “cattiva ragazza” che trasgrediva alle regole. Nancy aggiunge di aver pensato che l'amante di Nola non fosse Harry Quebert, bensì uno dei più ricchi uomini del Maine.
- Ascolti Italia (FTA): telespettatori 2 584 000 – share 12,7%[6]

## Family Matters
- Diretta da: Jean-Jacques Annaud
- Scritta da: Lynnie Greene e Richard Levine

### Trama
Sommerdale, 1975. Il reverendo Kellergan assiste all'ennesima aggressione domestica nei confronti di Nola, rea di truccarsi troppo e indossare abiti succinti in pubblico. Incapace di affrontare la moglie, Kellergan si rifugia nel garage e soffoca le grida della figlia alzando il volume della musica. Jenny si accorge che Nola ha pianto nel bagno del Clark's e, pensando di sollevarle il morale, le confida che sta frequentando Harry Quebert. Nola si chiude ancora di più in sé stessa e il padre, morso dai sensi di colpa, la invita ad andare al cinema. Peccato che anche Harry e Jenny abbiano avuto la stessa idea e Nola, vedendolo in compagnia della collega, fugge dopo averlo schiaffeggiato. Quando Nola tenta il suicidio, Harry si sente responsabile e decide di starle vicino in ospedale, dimenticandosi che Tamara lo aveva invitato a pranzo per presentarlo ufficialmente agli amici di famiglia come fidanzato di Jenny. Tamara si presenta a casa di Harry per chiedergli spiegazioni sulla sua assenza e, non rispondendo nessuno, decide di entrare ugualmente. Sulla scrivania trova una lettera scritta da Harry in cui, rammaricandosi per il tentato suicidio, confida tutto il suo amore per Nola. Infuriata e al tempo stesso assetata di vendetta, Tamara prende la lettera per nasconderla e usarla in futuro come prova contro Harry.
Presente. Marcus ha identificato il possibile amante di Nola nel facoltoso mecenate d'arte Elijah Stern e mette al corrente Gahalowood della sua ipotesi, ricevendo l'ennesima porta in faccia dal detective che lo invita a non accusare una persona così importante senza prove più solide. Marcus passa dal Clark's, dove trova Tamara seduta al bancone. La donna non nasconde il profondo disprezzo che prova verso Harry Quebert, contenta che stia marcendo in galera, benché alla fine per incriminarlo non sia servita la lettera di Nola. Infatti, Tamara l'aveva conservata nella cassetta di sicurezza del suo locale, ma un giorno si è accorta che era misteriosamente sparita. Marcus riesce a farsi ricevere da Stern, scoprendo che era il proprietario della casa sull'oceano affittata a Harry. Marcus riferisce di aver sentito diversi testimoni affermare che, l'estate della scomparsa di Nola, la ragazza era stata vista diverse volte salire a bordo di una limousine guidata da Luther Caleb, l'autista personale di Stern. L'uomo non tollera che venga infangata la memoria di Caleb, compianto artista di talento, e invita Marcus ad andarsene. Fingendo di dover andare in bagno, Marcus riesce ad accedere a una stanza in cui sono conservati diversi quadri e ne trova uno, firmato L.C., raffigurante Nola nuda.
- Ascolti Italia (FTA): telespettatori 2 584 000 – share 12,7%[6]

## Mirror, Mirror
- Diretta da: Jean-Jacques Annaud
- Scritta da: Lynnie Greene e Richard Levine

### Trama
Sommerdale, 1975. Harry è invitato come ospite d'onore al prestigioso Ballo d'Estate. Andato in bagno per stemperare la tensione, Harry scopre sullo specchio una scritta infamante tracciata con un rossetto rosso. Dopo averla cancellata, Harry torna in sala e fa la conoscenza di Elijah Stern, il proprietario di casa sua, che si dice affascinato dal suo lavoro di scrittore. La serata si conclude con Harry che vince il primo premio della lotteria, un soggiorno per due persone in un hotel di lusso, e viene presentato da Stern al suo autista Luther Caleb, un giovane con il volto sfigurato. Il giorno seguente Tamara, ancora furiosa per l'episodio del pranzo saltato, dice in modo sgarbato a Harry che deve saldare entro la settimana tutte le ordinazioni fatte al Clark's. Aggiungendo l'affitto della casa, Harry matura l'idea di tornare a New York. Nola, uscita dall'ospedale, non vuole perderlo e accetta di accompagnarlo al soggiorno premio. Rientrati a Sommerdale, Harry non ha cambiato idea e vuole andarsene di nascosto. Sulla strada viene bloccato da Luther, il quale è stato mandato da Stern che intende finanziare la scrittura del libro ed è disposto a lasciarlo gratuitamente in casa. Harry e Nola si buttano a capofitto nella stesura del libro.
Presente. Marcus mostra a Gahalowood la fotografia del quadro di Nola nuda, ma secondo il detective è una prova inservibile poiché ottenuta senza mandato. Marcus invia a Roy le prime bozze del suo libro su Harry Quebert, generando entusiasmo nell'editore che accetta di stracciare il vecchio contratto e vuole la pubblicazione del sicuro best-seller entro la fine dell'estate. Ottenuta anche la benedizione di Harry, Marcus si fa raccontare dal professore dei giorni in cui ha deciso di restare a Sommerdale. I secondini li costringono a interrompere il colloquio, proprio quando Harry stava per riferire una sconvolgente scoperta che aveva fatto sul conto della madre di Nola. Riparlandone con Nancy, Marcus apprende che le punizioni inflitte a Nola avevano una connotazione religiosa, dirette a "purificare" la ragazza dai suoi peccati. Nancy non seppe mai della relazione tra la sua amica e Harry, avendola vista salire a bordo della macchina guidata da Luther. Marcus convince Gahalowood a interrogare il reverendo Kellergan, ma contravviene alla promessa fatta al detective di lasciar parlare lui e lo accusa di aver coperto le aggressioni domestiche della moglie. Kellergan aggredisce Marcus, costringendo Gahalowood a interrompere la loro visita.
- Special guest star: Ron Perlman (Roy).
- Ascolti Italia (FTA): telespettatori 2 209 000 – share 12,03%[7]

## No Angel
- Diretta da: Jean-Jacques Annaud
- Scritta da: Lynnie Greene e Richard Levine

### Trama
Gahalowood invita Marcus a cena per presentarlo alla sua famiglia. Finito di mangiare, il detective gli riferisce di aver analizzato il verbale sulla scomparsa di Nola, sul quale il capitano Pratt omise diversi elementi emersi dalle testimonianze degli abitanti di Sommerdale. Marcus e Gahalowood chiedono conto delle omissioni nel rapporto a Pratt che, malato di cancro, decide di liberarsi la coscienza e confessare di aver avuto rapporti sessuali con Nola, dopo che la ragazza si presentò un giorno in centrale e gli praticò una fellatio per metterlo sotto ricatto, essendo lei minorenne. Pratt viene arrestato e Harry, appresa la notizia da Marcus, dà in escandescenza nel parlatorio del carcere perché, secondo lui, stanno andando completamente fuori strada.
Sommerdale, 1975. Nola continua ad assistere Harry nella scrittura del romanzo, ma frequenta di nascosto la residenza di Stern per fare da modella a Luher per il suo quadro. Una mattina Luther incrocia Jenny e le chiede, piuttosto animatamente, di posare per lui. Travis, che sta ancora corteggiando Jenny, si accorge dei lividi sul braccio della ragazza, causati dalla stretta di Luther. Un giorno, mentre è di pattuglia, Travis ferma Luther e lo pesta, minacciandolo di stare lontano da Jenny. Stern invita Harry a pranzo al Clark's e nota che Jenny gli fa il filo, non sospettando minimamente che le sue attenzioni siano invece rivolte a un'altra ragazza più giovane. Nola si insospettisce quando vede Harry nascondere nello scrittoio in camera da letto dei fogli, sostenendo che siano bozze non pronte per la stesura. Quando Harry propone a Nola di fuggire, Luther li ascolta nascosto nel bosco.
Presente. Gahalowood convoca Stern per una deposizione circa i suoi rapporti con Nola. L'uomo asserisce che Nola accettò di posare per il quadro perché le servivano dei soldi. Gahalowood informa Marcus che il procuratore proporrà a Harry un patteggiamento per quindici anni di carcere, facendo cadere l'accusa di rapimento e mantenendo il delitto passionale. Harry è propenso ad accettare il patteggiamento, non vedendo vie d'uscita a una condanna che appare inevitabile. Harry racconta a Marcus di aver terminato Le origini del male tre giorni prima della scomparsa di Nola, quando avevano festeggiato la fine del lavoro sulla spiaggia in cui si erano conosciuti. Lì fissarono i dettagli della fuga, con Harry che sarebbe andato a Boston per sbrigare le incombenze con l'editore, per poi rientrare di nascosto a Sommerdale due giorni più tardi e incontrarsi con Nola al motel, scappare in Canada e sposarsi quando la ragazza avrebbe compiuto diciotto anni.
Marcus passa a New York per incassare il lauto anticipo di Roy, entusiasta perché il lavoro su Harry Quebert avrà un successo clamoroso. Mentre sta tornando a Sommerdale, Marcus riceve la telefonata di Roth (l'avvocato di Harry) che gli comunica una clamorosa svolta nel caso: la perizia calligrafica ha infatti rivelato che la grafia della dedica a Nola sul manoscritto trovato a fianco del suo corpo non è quella di Harry. La sera Roy comunica a Marcus, con malcelato rammarico, che un hacker è entrato in possesso delle prime cinquanta pagine del suo libro su Harry e le ha divulgate alla stampa.
- Special guest star: Ron Perlman (Roy), Vlasta Vrana (Ernie Pinkas).
- Ascolti Italia (FTA): telespettatori 2 209 000 – share 12,03%[7]

## Persona Non Grata
- Diretta da: Jean-Jacques Annaud
- Scritta da: Michael Horowitz

### Trama
Gli abitanti di Sommerdale sono infuriati con Marcus perché il materiale trafugato getta una cattiva luce sulla cittadina. La fuga di notizie ha avuto però il merito di portare alla scarcerazione di Harry, in quanto Nola Kellergan è stata dipinta come una prostituita che ha avuto relazioni sessuali con parecchie persone. Rientrato a Sommerdale dopo una capatina fuori città, Marcus trova la casa di Harry divorata da un incendio e la scritta Brucia Goldman brucia sulla propria automobile. Harry, uscito di prigione, vuole che Marcus se ne vada via per aver infangato l'immagine di Nola. Mentre sta lasciando Sommerdale, Marcus è fermato da Gahalowood che gli propone di lavorare insieme alla risoluzione del caso Kellergan. Infatti, Gahalowood è sotto pressione per aver tentato di condannare frettolosamente Quebert e teme conseguenze devastanti per la sua carriera. Stabilito il loro quartier generale nella suite di un albergo, Marcus e Gahalowood decidono di sentire la sorella di Luther per sapere qualcosa di più sulla sua vita. Una sera Luther fu aggredito da una banda di giovani che iniziarono a prenderlo a calci, sfigurandogli il volto. Abbandonato dalla fidanzata Eleanor e caduto in depressione, la vita di Luther cambiò quando bussò alla sua porta Elijah Stern che necessitava di aiuto per una gomma forata. Colpito dall'abilità di Luther, Stern gli propose di diventare il suo factotum.
Marcus recupera i guantoni di Harry tra le macerie di Goose Cove, tentando di riconciliarsi con il professore, nel frattempo stabilitosi lontano da Sommerdale. Harry resta critico sulla possibilità di essere nuovamente amici, essendosi verificato ciò che temeva quando scrisse Le origini del male. Gahalowood fa visita a Stern, scoprendo che è omosessuale e convive con il suo compagno da parecchi anni. Stern racconta che Nola si presentò da lui quando Harry aveva problemi con l'affitto di Goose Cove, supplicandolo che avrebbe fatto qualsiasi cosa pur di non perderlo. A Stern venne l'idea di farla posare come modella per un quadro di Luther, sperando di porre fine all'infatuazione del suo autista verso le donne bionde (come la sua ex Eleanor). Benché avesse fissato paletti rigidi per tutelare Nola, Stern si accorse che Luther era ossessionato dalla ragazza e aveva iniziato a spiarla mentre lei si intratteneva con Harry. Dopo un brutto litigio, Luther abbandonò la residenza di Stern senza più farsi vedere. Un mese dopo il cadavere di Luther fu ripescato dal fiume.
Marcus e Gahalowood si rivolgono al detective che all'epoca si era occupato dell'incidente di Luther. L'agente in pensione afferma che il capitano Pratt, interpellato poiché l'automobile apparteneva all'azienda di Stern, spinse per non inserire nel verbale il modello e la targa della vettura. Marcus e Gahalowood trovano Pratt ucciso nella stanza d'albergo in cui alloggiava.
- Special guest star: Ron Perlman (Roy), Vlasta Vrana (Ernie Pinkas).
- Ascolti Italia (FTA): telespettatori 2 209 000 – share 12,03%[7]

## Got It All Wrong
- Diretta da: Jean-Jacques Annaud
- Scritta da: Lisa Melamed

### Trama
Sommerdale 1975. Tamara mostra a Pratt il foglio recuperato in casa di Harry in cui rivela il proprio amore verso Nola. Il poliziotto però osserva che la prova non è utilizzabile, in quanto ottenuta introducendosi abusivamente in un'abitazione privata, e suggerisce a Tamara di conservarla al sicuro per quando verrà il momento di usarla contro lo scrittore. Nola, ascoltata la conservazione tra Tamara e Pratt, chiede aiuto a Bobbo Quinn, marito della donna e unico in grado di accedere alla cassaforte del Clark's per recuperare il foglio. Inizialmente reticente, Bobbo rimane colpito dall'ardore di Nola e decide di aiutarla, soprattutto per vendetta nei confronti della moglie che, al pranzo disertato da Harry, si era inventata una malattia di Bobbo per coprire l'assenza del famoso scrittore. Addormentata Tamara con il sonnifero, Bobbo si introduce al Clark's e distrugge il foglio incriminato.
Presente. Mentre le spoglie di Nola vengono seppellite, Marcus incontra Bobbo Quinn e si fa raccontare di quando ha recuperato il foglio scritto da Harry. Marcus riprende la scrittura del suo libro, affrontando i giorni successivi alla scomparsa di Nola.
Sommerdale, 1975. Harry ha pubblicato Le origini del male, riscuotendo un successo incredibile che lo mantiene in vetta alle classifiche di vendita per parecchie settimane. Superato l'iniziale terrore scatenato dalla sparizione della ragazza, Sommerdale torna lentamente alla normalità. Jenny celebra con orgoglio il successo di Harry, appendendo una targa sul tavolo del Clark's in cui lo scrittore scriveva. Mentre Harry festeggia da solo le feste natalizie, inscenando un finto dialogo con Nola, dall'esterno Bobbo valuta se appendere un biglietto in cui invitarlo ad andarsene. La notte di Capodanno Travis, ormai fidanzato con Jenny, le chiede di sposarlo e la ragazza, pur senza troppa convinzione, accetta. Dieci anni dopo, Harry ottiene una cattedra all'università.
Presente. La perizia calligrafica attribuisce a Luther Caleb la dedica a Nola sul manoscritto. Il tribunale addebita al defunto Caleb la responsabilità dell'omicidio di Nola, assolvendo Harry con formula piena. Un mese dopo, il libro di Marcus Goldman Il caso Harry Quebert è il più venduto in tutti gli Stati Uniti. Proprio quando assapora il ritorno sulla cresta dell'onda, Marcus è contattato da Gahalowood che ha scoperto la lapide della madre di Nola, da cui risulta che è morta nove anni prima rispetto alla scomparsa della figlia, quindi non poteva essere lei la responsabile delle violenze domestiche. Marcus e il detective sono costretti a riprendere le loro indagini, prima che la rivelazione raggiunga la stampa e distrugga le loro rispettive carriere. Tornati al motel, non trovano Harry che però ha lasciato loro l'indicazione per recuperare I gabbiani di Sommerdale, un manoscritto mai pubblicato in cui Quebert raccontava la sua storia d'amore con Nola immaginando il lieto fine mai avuto.  Dopo aver tentato inutilmente di parlare con il reverendo Kellergan, Marcus e Gahalowood si recano in Alabama per indagare sul passato dei genitori di Nola. Qui apprendono che Kellergan, sposato con Louisa Bonneville, esercitava nella parrocchia di Mount Pleasant. Il 30 agosto 1966 (esattamente nove anni prima del giorno in cui Nola scomparve da Sommerdale) Louisa morì in un incendio scoppiato nella casa dei Kellergan, dal quale invece la piccola Nola si salvò. Marcus e Gahalowood vengono fatti parlare con Louis, ai tempi reverendo della parrocchia limitrofa a Mount Pleasant, che confessa una verità sconvolgente: era stata Nola ad appiccare l'incendio in cui morì Louisa ed era lei stessa ad autoinfliggersi le torture di cui incolpava la madre deceduta. Dopo aver inutilmente tentato di scacciare il demonio dal corpo della bambina, Kellergan decise di trasferirsi a Sommerdale assieme alla figlia.
- Special guest star: Ron Perlman (Roy), Stephen McHattie (Louis), Vlasta Vrana (Ernie Pinkas).
- Ascolti Italia (FTA): telespettatori 2 330 000 – share 12,5%[8]

## Firebug
- Diretta da: Jean-Jacques Annaud
- Scritta da: Lynnie Greene e Richard Levine

### Trama
Rientrati dall'Alabama, Marcus e Gahalowood si fanno accompagnare da Travis a parlare con Kellergan. Il reverendo conferma le loro scoperte, aggiungendo che la crisi di Nola si aggravò l'anno in cui conobbe Harry Quebert. Il reverendo ha conservato le numerose lettere che Harry aveva spedito a Nola, compresa l'ultima il giorno della fuga, in cui metteva fine alla loro storia d'amore. Mentre gli Stati Uniti festeggiano l'insediamento del nuovo presidente Barack Obama, Roy concede a Marcus una settimana di tempo per chiudere le indagini e portare alla ribalta i nuovi sviluppi. Nel frattempo, la polizia di Montburry ferma per guida in stato di ebbrezza un uomo identificato in Bobbo Quinn. Marcus e Gahalowood si precipitano a Montburry per interrogare Bobbo, il quale girava di notte dopo aver addormentato Tamara con il solito sonnifero. Tra le prove in loro possesso c'è una fotografia di Bobbo, immortalato nel 1975 con la Monte Carlo nera identificata come l'automobile dell'assassino di Nola. Bobbo confessa di essere stato lui a inseguire Nola il giorno della sua scomparsa, assumendosi la responsabilità del duplice
omicidio della ragazza e della signora Cooper.
Ancora una volta però Marcus e Gahalowood non possono dire di aver messo la parola fine al caso. Il detective è infatti contattato dal compagno di Elijah Stern, poiché lo ha convinto a precisare alcuni aspetti della sua testimonianza sui quali era stato reticente. Stern rivela che scoprì lettere spedite a Nola nascoste nello studio di Luther, iniziando ad aggredirlo perché con il suo comportamento stava mettendo nei guai il buon nome del magnate. Stern iniziò a prendere a calci Luther e chiamarlo "bifolco", esattamente come accaduto la notte in cui l'autista rimase sfigurato. In questo modo, Luther fece la scoperta che Stern era uno dei suoi aggressori, facendo parte di una confraternita di studenti ubriachi che sfogavano i loro istinti più bassi aggredendo persone scelte a caso. Roso dai sensi di colpa arrivati con l'età matura, Stern riuscì a rintracciare Luther ed espiò la sua colpa assumendolo come autista dopo aver volontariamente bucato la gomma della macchina. Quando poi fuggì dalla residenza di Stern, Luther gli sottrasse una Monte Carlo nera.
Setacciando il lago di Montburry, la polizia rinviene degli oggetti che Bobbo Quinn aveva gettato la notte del suo arresto. Gahalowood ha un'illuminazione, rammentando che la Monte Carlo era un'automobile di moda negli anni del Watergate. Osservando più attentamente la foto di Bobbo si nota la prima pagina di un giornale con le dimissioni del presidente Richard Nixon, avvenute nel 1974, quindi lo scatto risale a un anno prima rispetto a quanto scritto nella didascalia. Messo di fronte a questa scoperta, Bobbo si trincera in un silenzio che fa capire come stia proteggendo qualcuno, nella fattispecie la figlia Jenny e il genero Travis. I due, pronti a fuggire all'estero, sono fermati alla dogana dopo che Gahalowood ha fatto emettere un ordine di cattura nei confronti del capo della polizia di Sommerdale.
- Special guest star: Ron Perlman (Roy).
- Ascolti Italia (FTA): telespettatori 2 330 000 – share 12,5%[8]

## The End
- Diretta da: Jean-Jacques Annaud
- Scritta da: Lynnie Greene e Richard Levine

### Trama
Marcus invita Harry nel suo loft per mostrargli il video della deposizione di Jenny Quinn. La donna ha confessato di aver sentito, il giorno del ritrovamento dei resti di Nola, un conciliabolo preoccupato tra suo marito Travis e il capitano Pratt in merito a prove che avrebbero ricondotto a loro due. Travis aveva estratto dalla lampada sul comodino la catenina appartenuta alla ragazza, rimasta nascosta per trentatre anni. Tempo dopo, quando Pratt era stato rilasciato su cauzione e voleva confessare la verità, Travis aveva tentato inutilmente di farlo ragionare e, in un impeto di rabbia, lo aveva ucciso con due violente manganellate. Travis aveva cercato di depistare le indagini, scrivendo la falsa didascalia sulla fotografia di suo suocero Bobbo, postdatandola al 1975. Marcus smaschera Harry, avendo scoperto che non è lui l'autore de Le origini del male. Fu Luther Caleb a scrivere le lettere a Nola, imitando alla perfezione la calligrafia di Harry, occupandosi lui stesso di farle pervenire alla ragazza, e di prendere quelle scritte da lei. Quelle lettere, conservate da Elijah Stern, compongono Le origini del male che dunque è stato scritto da Luther. L'autista di Stern si presentò a casa di Harry per chiedergli di valutare un suo lavoro. In quel periodo Harry e Nola stavano lavorando a I gabbiani di Sommerdale e Harry, intuito il potenziale del manoscritto di Luther, aveva nascosto i fogli nello scrittoio la mattina in cui Nola lo aveva pizzicato in camera sua.
Sommerdale, 30 agosto 1975. Nola riceve la lettera di Harry (in realtà scritta da Luther) in cui pone fine alla loro relazione. La ragazza ha una forma violenta dei suoi attacchi e il padre fugge nella rimessa, con la musica ad alto volume per non sentire la figlia torturarsi. Smaltita la furia, Nola esce dalla finestra indossando un vestito rosso e sale a bordo della Monte Carlo nera di Luther. L'uomo le confessa di essere lui l'autore delle lettere che credeva fossero di Harry e, accettando di farsi da parte, la accompagna all'appuntamento al motel. Lungo il tragitto incrociano Travis Dawn, di pattuglia, il quale aveva precedentemente intimato a Luther di non farsi più vedere a Sommerdale. Luther e Nola fuggono nel bosco, inseguiti da Travis; il poliziotto telefona al suo capo Pratt da casa della signora Cooper. Luther esorta Nola a scappare sul sentiero che la condurrà al motel, ma la ragazza torna indietro e osserva Dawn e Pratt uccidere Luther a manganellate. La ragazza si precipita a casa della signora Cooper, esortandola a chiamare la polizia. La centrale però invia Dawn, già presente in zona. Dopo che Nola urla che i due hanno ucciso Luther, Pratt fredda la signora Cooper, sparandole in fronte. Nola è abbrancata nel giardino da Pratt; non riuscendo più a contenere la sua ira, Dawn la uccide con un colpo di manganello. I due poliziotti organizzano un piano per liberarsi dei cadaveri di Nola e Luther, seppellendo la prima nel giardino di Quebert e simulando per Caleb un incidente. La signora Cooper invece viene lasciata in casa, facendo credere che il suo omicidio sia una delle tante rapine ai danni di anziani.
Presente. Harry si complimenta con Marcus per essere arrivato alla verità. Consapevole che ora non lo potrà più guardare con gli stessi occhi di prima, il professore si congeda chiedendogli di scrivere un nuovo libro sulla verità del caso Harry Quebert.
Un anno dopo. La verità sul caso Harry Quebert di Marcus Goldman è il best-seller più venduto in tutti gli Stati Uniti. A Sommerdale Marcus ha aperto un ostello per giovani scrittori al posto della casa sull'oceano. Il giornale annuncia l'uscita de I gabbiani di Sommerdale, opera postuma di Luther Caleb, che Marcus ha scelto di attribuirgli nel tentativo di sdebitarsi per l'appropriazione indebita de Le origini del male fatta da Harry, consapevole comunque dell'impossibilità di rimediare a tutto il male causato. Il libro viene considerato dalla critica un capolavoro.
- Ascolti Italia (FTA): telespettatori 2 330 000 – share 12,5%[8]